# 장 루이
장 루이(Jean Louis Berthault, 1907년 10월 5일 ~ 1907년 4월 20일)는 프랑스에서 태어난 할리우드 의상 디자이너이자 아카데미 의상상을 수상한 아카데미상 수상자이다.

## 아카데미상 수상 후보
- 귀여운 빌리
- 트리니다드 사건
- 지상에서 영원으로
- 스타 탄생
- 더 솔리드 골드 카딜락, 원
- 팔 조이
- 사랑의 비약
- 뉘른베르크 재판
- 그늘과 양지
- 바보들의 배
- 갬빗
- 모던 밀리

## 디자인 대상 배우
- 리타 헤이워스
- 아이린 던
- 클로데트 콜베르
- 주디 홀리데이
- 루실 볼
- 글로리아 그레이엄
- 데버러 카
- 주디 갈런드
- 조앤 크로퍼드
- 베티 그레이블
- 킴 노백
- 라나 터너
- 도리스 데이
- 로레타 영
- 마를레네 디트리히
- 수전 헤이워드
- 마릴린 먼로
- 비비언 리
- 셜리 매클레인
- 줄리 앤드루스
- 에바 가보르
- 바버라 벨 게디스